# Phytoliriomyza venustula
Phytoliriomyza venustula este o specie de muște din genul Phytoliriomyza, familia Agromyzidae, descrisă de Spencer în anul 1976. Conform Catalogue of Life specia Phytoliriomyza venustula nu are subspecii cunoscute.